# Conrad II de Suàbia
Conrad II de Hohenstaufen (1173-15 d'agost de 1195) va ser duc de Suàbia des de 1191 fins a la seva mort, i duc de Rothenburg de 1188 a 1191.
Era el cinquè fill de l'emperador Frederic I Barba-roja i Beatriu, comtessa de Borgonya. Va ser present a Roma a la coronació del seu germà gran Enric VI com a sacre emperador romà.
Va participar en les campanyes contra els normands de Sicília el 1191 i el 194. Un cronista descriu a Conrad com «un home donat a l'adulteri, la fornicació, la profanació i l'obscenitat, però vigorós en la batalla i generós amb els amics».
Conrad va ser assassinat a Durlach el 1196, suposadament pel marit d'una dona que havia violat. Una altra història explica que Conrad va ser mossegat a l'ull per una verge que provava de violar i va morir de la infecció resultant.
Al moment de la seva mort estava promès amb Berenguera de Castella.